# Schlangenbad
Schlangenbad is een gemeente in de Duitse deelstaat Hessen, en maakt deel uit van de Rheingau-Taunus-Kreis.
Schlangenbad telt 6.517 inwoners.
Tot de gemeente behoren onder andere ook de plaatsjes Bärstadt  en Hausen vor der Höhe, die ten noordwesten, respectievelijk ten westen van Schlangenbad liggen. Via de Bundesstraße 260 kan men, zuidwaarts rijdend, Walluf, en van daar over de Bundesautobahn 66, na in totaal vanaf Schlangenbad ongeveer 12 km de stad Wiesbaden bereiken.
Het stadje is een kuuroord met een relatief mild, bijna mediterraan klimaat. Schlangenbad is genoemd naar de, niet-giftige, esculaapslang, die hier nog van nature voorkomt; een gekroond exemplaar van dit reptiel is in het stadswapen terug te vinden. Ten gerieve van dit beschermde dier zijn op vijf plaatsen faunapassages onder straten in de stad door aangelegd.
De plaats bezit warme bronnen, waaruit (door velen als geneeskrachtig beschouwd) mineraalwater omhoog komt. In 1694 werd de eerste kuurbadinrichting opgericht. De plaats was in de 19e eeuw geliefd bij rijke Britten, maar ook Duitsers en Fransen; onder anderen keizerin Eugénie, de echtgenote van keizer Napoleon III van Frankrijk kwam hier weleens kuren. Mede daardoor kreeg de plaats al in 1845, relatief vroeg dus, een spoorwegverbinding en -station. De spoorlijn bestaat sedert 1933 niet meer en is door een streekbuslijn vervangen.

## Geboren
- Max Knoll (1897-1969), elektrotechnicus

## Overleden
- Ludwig Berger (1892-1969), filmregisseur en schrijver

## Partnergemeente
Schlangenbad onderhoudt een  jumelage met Craponne in Frankrijk.
Aarbergen ·
Bad Schwalbach ·
Eltville am Rhein ·
Geisenheim ·
Heidenrod ·
Hohenstein ·
Hünstetten ·
Idstein ·
Kiedrich ·
Lorch ·
Niedernhausen ·
Oestrich-Winkel ·
Rüdesheim am Rhein ·
Schlangenbad ·
Taunusstein ·
Waldems ·
Walluf